# Robert Merrill

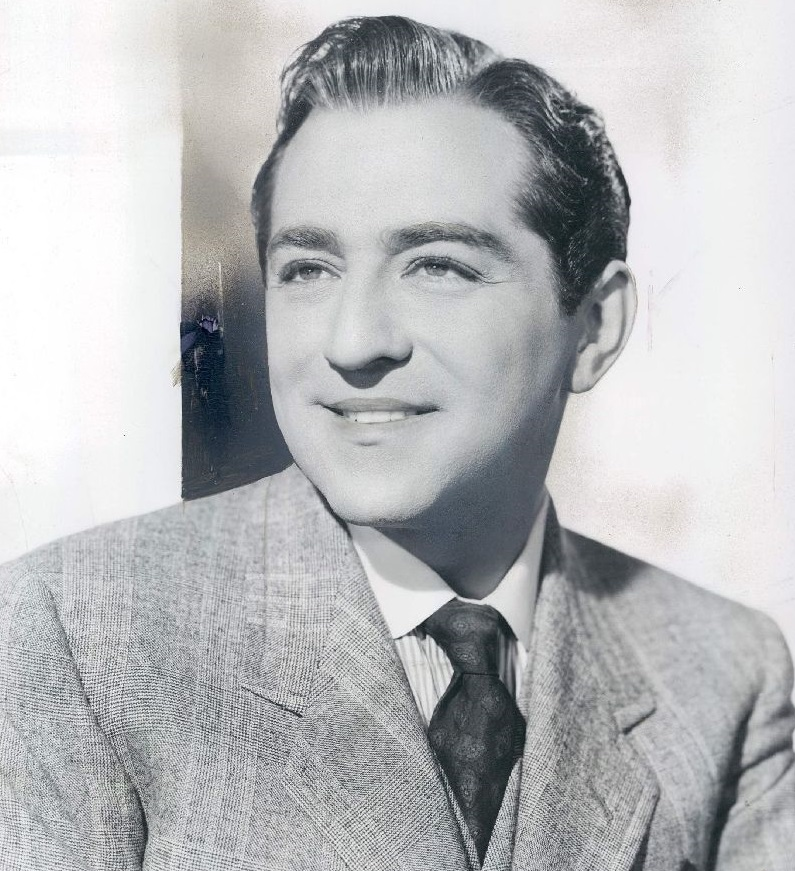
Robert Merrill

Robert Merrill, pseudonimo di Moishe Miller (New York, 4 giugno 1917 – New Rochelle, 23 ottobre 2004), è stato un baritono statunitense.

## Biografia
Nacque a Brooklyn da Abramo Miller (il cui cognome originario era Milstein) e Lilian, immigrati da Varsavia. L'avvicinamento al canto avvenne grazie alla madre, che era stata anch'essa cantante e che per prima capì le sue doti, ma la decisione di intraprendere i primi studi artistici venne dopo aver assistito a una performance del baritono Richard Bonelli ne Il trovatore. Nel 1944 debuttò a Newark in Aida, affiancato dal tenore Giovanni Martinelli, e l'anno successivo esordì al Metropolitan Opera ne La traviata.
Agli inizi della carriera si esibiva anche come crooner con lo pseudonimo di Merrill Miller, mentre nel tempo libero si dedicava a cantare nei matrimoni e in locali estivi; fu in una di queste occasioni che incontrò un agente che gli diede l'opportunità di esibirsi alla Radio City Music Hall, dalla quale poté approdare successivamente alla NBC Symphony Orchestra diretta da Arturo Toscanini. Con il celebre direttore interpretò due opere di Verdi: La traviata nel 1946, grazie alla quale iniziò ad acquisire notorietà, e Un ballo in maschera nel 1954, entrambe trasmesse dalla NBC e in seguito riversate su disco.
Nel 1952 sposò il soprano Roberta Peters, ma l'unione durò solo pochi mesi. Nello stesso periodo la sua fama aumentò grazie soprattutto a duetti discografici con Jussi Björling (grande successo ebbe in particolare negli Stati Uniti quello da I pescatori di perle), all'incisione di opere complete per la RCA e alla partecipazione a commedie musicali. Continuava intanto l'attività al Metropolitan, teatro al quale rimase legato per oltre venticinque anni, divenendone stabilmente primo baritono dopo la morte di Leonard Warren nel 1960. Cantò regolarmente al Met fino al 1976, raggiungendo, con l'ultima partecipazione a un concerto nel 1983, le 789 apparizioni. Fu presente un'unica volta in Italia nel 1961, ne La traviata al Teatro La Fenice di Venezia. Tenne una famosa una serie di concerti all'aperto al Lewisohn Stadium di New York, in cui presentava un repertorio esclusivamente italiano ("Notte italiana"). 
Si ritirò dalle scene operistiche nel 1976, ma continuò a lavorare in radio e televisione e ad esibirsi in famosi locali e sale da concerto. Nello stesso anno scrisse un libro intitolato Between Acts, due anni dopo The Divas e nel 1985 Once More from the Beginning. Si dedicò anche al volontariato, impegnandosi a favore di Telethon nella lotta alla paralisi cerebrale. Nel 1993 gli fu assegnata la National Medal of Arts.

## Repertorio
| Ruolo                    | Titolo                  | Autore          |
| ------------------------ | ----------------------- | --------------- |
| Escamillo                | Carmen                  | Bizet           |
| Enrico Ashton            | Lucia di Lammermoor     | Donizetti       |
| Dottor Malatesta         | Don Pasquale            | Donizetti       |
| Carlo Gérard             | Andrea Chénier          | Giordano        |
| Valentin                 | Faust                   | Gounod          |
| Silvio Tonio/Taddeo      | Pagliacci               | Leoncavallo     |
| Compar Alfio             | Cavalleria rusticana    | Mascagni        |
| Tchelkalov               | Boris Godunov           | Musorgskij      |
| Barnaba                  | La Gioconda             | Ponchielli      |
| Lescaut                  | Manon Lescaut           | Puccini         |
| Marcello                 | La bohème               | Puccini         |
| Barone Scarpia           | Tosca                   | Puccini         |
| Michele                  | Il tabarro              | Puccini         |
| Figaro                   | Il barbiere di Siviglia | Rossini         |
| Le Grand Prêtre de Dagon | Samson et Dalila        | Saint-Saëns     |
| Falke                    | Die Fledermaus          | Strauss, Johann |
| Rigoletto                | Rigoletto               | Verdi           |
| Conte di Luna            | Il trovatore            | Verdi           |
| Giorgio Germont          | La traviata             | Verdi           |
| Renato                   | Un ballo in maschera    | Verdi           |
| Don Carlo di Vargas      | La forza del destino    | Verdi           |
| Rodrigo di Posa          | Don Carlo               | Verdi           |
| Amonasro                 | Aida                    | Verdi           |
| Jago                     | Otello                  | Verdi           |
| Ford                     | Falstaff                | Verdi           |

## Discografia

### Incisioni in studio
| Anno | Titolo Ruolo                             | Cast                                                                 | Direttore           | Casa    |
| ---- | ---------------------------------------- | -------------------------------------------------------------------- | ------------------- | ------- |
| 1951 | Carmen Escamillo                         | Risë Stevens, Jan Peerce, Licia Albanese                             | Fritz Reiner        | RCA     |
| 1953 | Cavalleria rusticana Compar Alfio        | Zinka Milanov, Jussi Björling                                        | Renato Cellini      | RCA     |
|      | Pagliacci Silvio                         | Jussi Björling, Victoria de los Ángeles, Leonard Warren              | Renato Cellini      | RCA/HMV |
| 1954 | Manon Lescaut Lescaut                    | Licia Albanese, Jussi Björling                                       | Jonel Perlea        | RCA     |
| 1956 | Rigoletto                                | Roberta Peters, Jussi Björling, Giorgio Tozzi                        | Jonel Perlea        | RCA     |
|      | La bohème Marcello                       | Victoria de los Angeles, Jussi Björling, Lucine Amara, Giorgio Tozzi | Thomas Beecham      | RCA/HMV |
| 1958 | Il Barbiere di Siviglia Figaro           | Roberta Peters, Cesare Valletti, Giorgio Tozzi, Fernando Corena      | Erich Leinsdorf     | RCA     |
| 1960 | La traviata Giorgio Germont              | Anna Moffo, Richard Tucker                                           | Fernando Previtali  | RCA     |
| 1961 | La bohème Marcello                       | Anna Moffo Richard Tucker, Mary Costa                                | Erich Leinsdorf     | RCA     |
|      | Lucia di Lammermoor Lord Enrico Ashton   | Joan Sutherland, Renato Cioni, Cesare Siepi                          | John Pritchard      | Decca   |
| 1962 | La traviata Giorgio Germont              | Joan Sutherland, Carlo Bergonzi                                      | John Pritchard      | Decca   |
|      | Aida Amonasro                            | Leontyne Price, Jon Vickers, Rita Gorr, Giorgio Tozzi                | Georg Solti         | Decca   |
|      | Il tabarro Michele                       | Mario del Monaco, Renata Tebaldi                                     | Lamberto Gardelli   | Decca   |
| 1963 | Falstaff Ford                            | Geraint Evans, Ilva Ligabue, Mirella Freni, Alfredo Kraus            | Georg Solti         | Decca   |
|      | Rigoletto                                | Anna Moffo, Alfredo Kraus, Ezio Flagello                             | Georg Solti         | RCA     |
|      | Carmen Escamillo                         | Leontyne Price, Franco Corelli, Mirella Freni                        | Herbert von Karajan | RCA     |
| 1964 | La forza del destino Don Carlo di Vargas | Leontyne Price, Richard Tucker, Giorgio Tozzi                        | Thomas Schippers    | RCA     |
|      | Il trovatore Conte di Luna               | Franco Corelli, Gabriella Tucci, Giulietta Simionato                 | Thomas Schippers    | EMI     |
| 1966 | Un ballo in maschera Renato              | Carlo Bergonzi, Leontyne Price, Shirley Verrett                      | Erich Leinsdorf     | RCA     |
| 1967 | La Gioconda Barnaba                      | Renata Tebaldi, Carlo Bergonzi, Marilyn Horne                        | Lamberto Gardelli   | Decca   |
| 1969 | Pagliacci Tonio                          | James McCracken, Pilar Lorengar, Tom Krause                          | Lamberto Gardelli   | Decca   |

### Registrazioni dal vivo
| Anno | Titolo Ruolo                | Cast                                                       | Direttore           | Sede          | Casa    |
| ---- | --------------------------- | ---------------------------------------------------------- | ------------------- | ------------- | ------- |
| 1946 | La traviata Giorgio Germont | Licia Albanese, Jan Peerce                                 | Arturo Toscanini    | Carnegie Hall | RCA     |
| 1949 | Aida Amonasro               | Ljuba Welitsch, Ramón Vinay, Blanche Thebom, Jerome Hines  | Emil Cooper         | Met           | Walhall |
| 1950 | Don Carlo Rodrigo           | Jussi Björling, Cesare Siepi, Delia Rigal, Fedora Barbieri | Fritz Stiedry       | Met           | MYTO    |
| 1954 | Un ballo in maschera Renato | Jan Peerce, Herva Nelli, Claramae Turner                   | Arturo Toscanini    | Carnegie Hall | RCA     |
| 1955 | Un ballo in maschera Renato | Zinka Milanov, Jan Peerce, Marian Anderson, Roberta Peters | Dimitri Mitropoulos | Met           | Sony    |
| 1957 | Pagliacci Tonio             | Lucine Amara, Kurt Baum, Frank Guarrera                    | Fausto Cleva        | Met           | Walhall |
| 1959 | Faust Valentin              | Jussi Björling, Elisabeth Söderström, Cesare Siepi         | Jean Morel          | Met           | MYTO    |
| 1964 | Rigoletto                   | Roberta Peters, Richard Tucker, Bonaldo Giaiotti           | Fausto Cleva        | Met           | Sony    |